# Rust Art

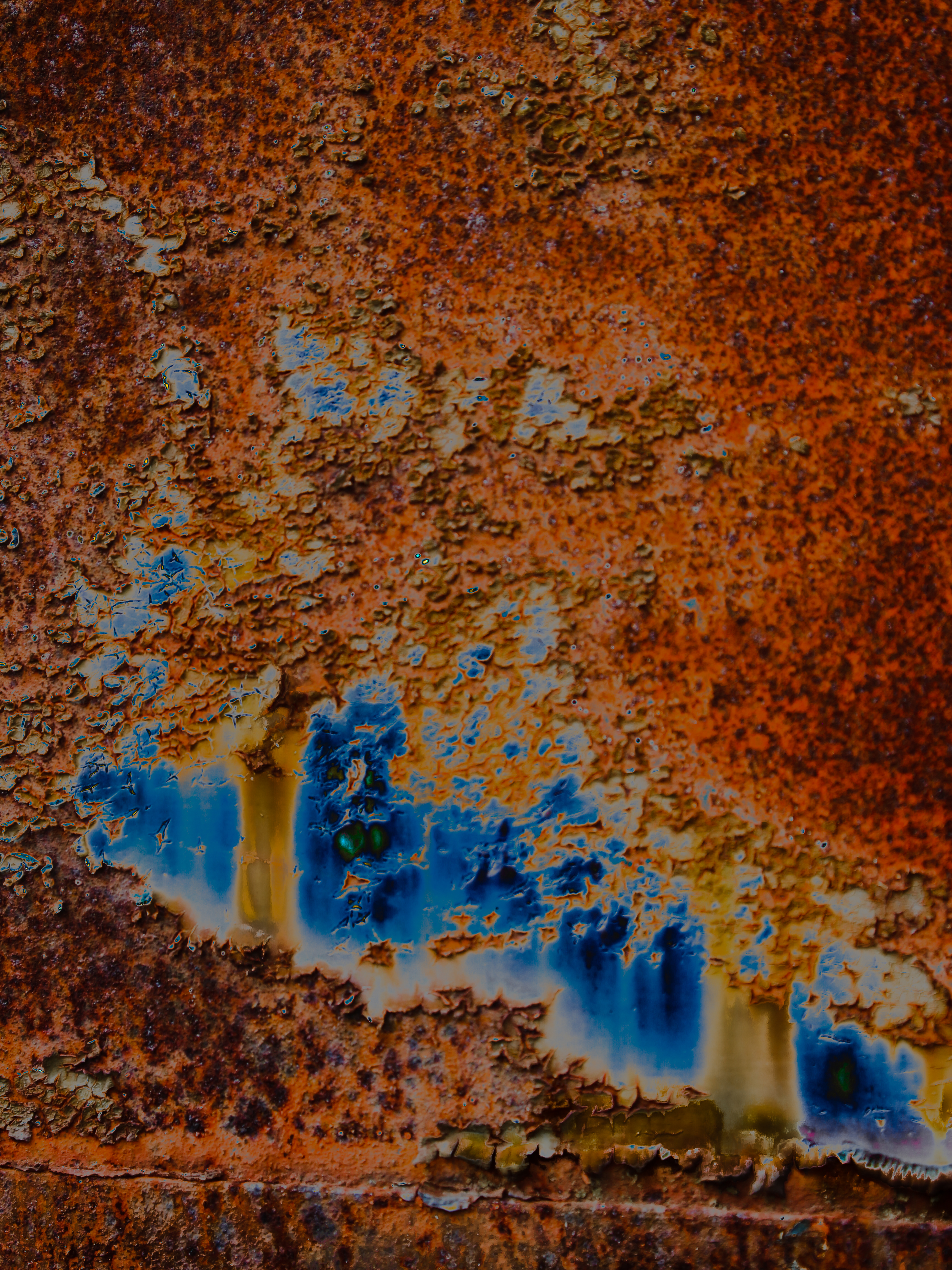
Jan Pincemaille, Forêt, 2018: métal rouillé - peinture - traitement numérique

Le Rust Art, ou art de la rouille, est un mouvement d'art contemporain dans lequel la rouille est au cœur de l'œuvre, soit comme sujet, soit comme matériau.

## Origines
L'usage des oxydes de fer dans l'art comme pigments est documenté depuis l'art pariétal et rupestre du Paléolithique supérieur. Par exemple, les mains négatives présentes sur les parois des grottes  utilisent fréquemment l'hématite pour obtenir une teinte rouge, la limonite et la goethite pour les ocres jaunes et bruns.
Par ailleurs, l'acier, matériau sujet à la rouille, a été depuis le XIXième siècle utilisé massivement dans l'industrie et l'architecture pour sa robustesse et sa durabilité. Lorsqu'il est exposé aux éléments, il développe une patine de rouille qui, traditionnellement, est associée à la négligence et à l'abandon. L'art contemporain va, à partir de la seconde moitié du XXième siècle, jouer sur l'inversion de cette perception, en recherchant au contraire l'esthétique associée à la corrosion.
Le courant artistique du Rust Art commence avec l'usage de plus en plus répandu de l'acier sans protection contre la corrosion dans la sculpture contemporaine. A partir des années 60, dans de nombreux mouvements d'art contemporain, en particulier dans le minimalisme et l'arte povera, l'usage de l'acier brut qui évolue au cours du temps, inspire certains artistes qui incorporent cette évolution dans l'oeuvre. Par exemple des artistes de l'arte povera, comme Giovanni Anselmo ou Gilberto Zorio, utilisent des matériaux soumis à l'oxydation comme éléments centraux de leurs œuvres.
Le critique d'art Robert Pincus-Witten (en) est un des premiers à regrouper le courant de ces artistes utilisant des matèriaux dégradés par l'oxydation. Il présente l'évolution du minimalisme vers des formes d'art où les matériaux et les processus naturels jouent un rôle clé sous le nom de postminimalisme. Germano Celant a également analysé les travaux des artistes qui ont inversé la perception de la rouille en explorant l'esthétique de l'oxydation dans leurs œuvres. En tant que théoricien et fondateur du mouvement Arte Povera, il a analysé comment des artistes tels que Jannis Kounellis et Piero Manzoni utilisent des matériaux «pauvres» comme le métal rouillé pour créer de nouvelles formes d'expression artistique qui valorisent les processus naturels et le passage du temps. Le critique d'art et théologien Mennekes souligne que dans le Rust Art, la rouille n'est pas simplement un effet de surface, mais un élément essentiel qui symbolise la transformation, la résistance et l'interaction avec les éléments naturels.
L'introduction de l'acier Corten (une nuance d'acier dont la composition permets d’accroître la résistance à la corrosion atmosphérique par la formation d’une patine auto-protectrice) a démultiplié dans les années 1970 l'usage des surfaces rouillées en sculpture, en architecture et dans le mobilier urbain.
En sculpture, le mouvement a évolué à la fin du XXième siècle vers la monumentalité grâce à plusieurs artistes, notamment Richard Serra, célèbre pour ses sculptures monumentales en acier oxydé dont la masse et la corrosion permettent la perception du passage du temps.
L'analyste du marché de l'art contemporain Nicholas Forrest (en) considère qu'un véritable mouvement vers l'usage de la rouille dans le design se développe au tournant des années 2000.
En architecture, l'usage d'aciers auto-patinables a permis d'utiliser des matériaux d'aspect rouillé (dès la conception des bâtiments) dans les surfaces architecturales visibles. Par exemple, les architectes Jacques Herzog & Pierre de Meuronont pleinement intégré la rouille dans leurs projets architecturaux, pour ajouter une dimension historique et contextuelle et esthétique à leurs constructions.
De plus, les photographes et plasticiens ont complété ce mouvement en s'inspirant de l'esthétique et des textures des matériaux rouillés. Les précurseurs Bernd et Hilla Becher ont documenté l'esthétique des structures industrielles en proie à la rouille, dévoilant la beauté inhérente des matériaux en décomposition. Leur travail a mis en lumière la beauté de l'usure et a conduit de nombreux artistes à repenser leur approche de la matérialité et du vieillissement des structures.
L'utilisation de la rouille dans l'art et l'architecture ne se limite pas à un simple choix esthétique: elle porte également une signification poétique, symbolique et philosophique. La rouille est souvent interprétée comme une métaphore de la temporalité, de la fragilité de l'existence humaine et du cycle naturel de la vie et de la mort. Elle rappelle la capacité des matériaux à évoluer et à se transformer au fil du temps, tout en évoquant la relation entre nature et industrie.
Dans les années 2020, le Rust Art continue d'influencer de nombreux créateurs à travers le monde,. Des installations artistiques  aux projets architecturaux, la rouille est désormais utilisée comme un outil pour évoquer des sentiments de nostalgie, de passage du temps et d'authenticité.

## Sculpture
Des sculpteurs connus du mouvement rust art sont les Américains Richard Serra et Léonardo Drew, l'Anglais Ian Turnock. le Chinois Lei Hong, les Français Philippe Desloubières, Daniel Depoutot, Bernar Venet, Étienne Viard, l'Espagnol Eduardo Chillida, les Italiens Mauro Staccioli et Michele Rizzi et le Franco-Mexicain Jorge Dubon.
Friedhelm Mennekes (de), théologien et critique d'art allemand, a exploré l'œuvre de différents artistes dont Eduardo Chillida pour leur utilisation du fer et de l'acier dans les sculptures monumentales. Mennekes a étudié comment les sculpteurs contemporains utilisent ces matériaux pour établir un dialogue entre l'art, la nature, et les forces du temps.
Le processus de rouille, qui se produit naturellement lorsque le fer ou l'acier est exposé à l'air et à l'humidité, est vu par Chillida comme une métaphore de la vieillesse, du passage du temps et de la relation entre l'œuvre d'art et son environnement.

Dans ses articles, Mennekes a également souvent discuté du concept d'«entropie» en relation avec l'art de Chillida, c'est-à-dire la manière dont la rouille et la dégradation contrôlée des matériaux illustrent la lutte éternelle entre les forces naturelles et les créations humaines. 

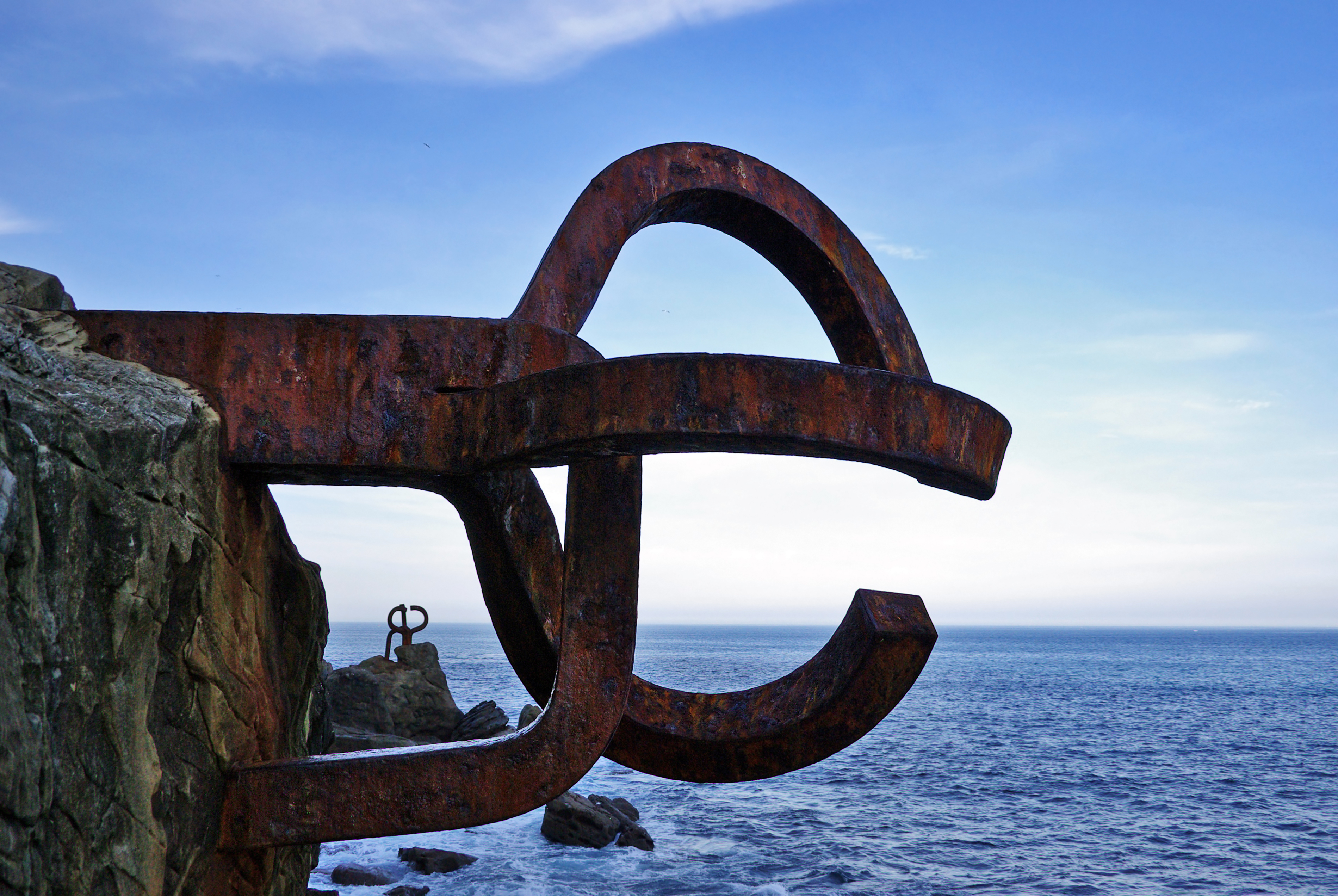
Eduardo Chillida, Le Peigne du Vent, à Saint-Sébastien (Baie de la Concha)
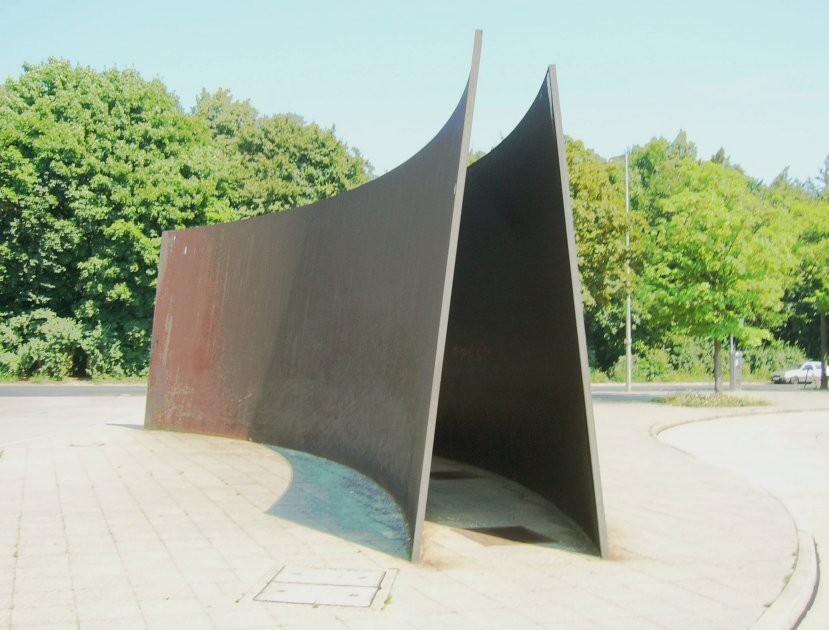
Richard Serra, Berlin Curves 1986
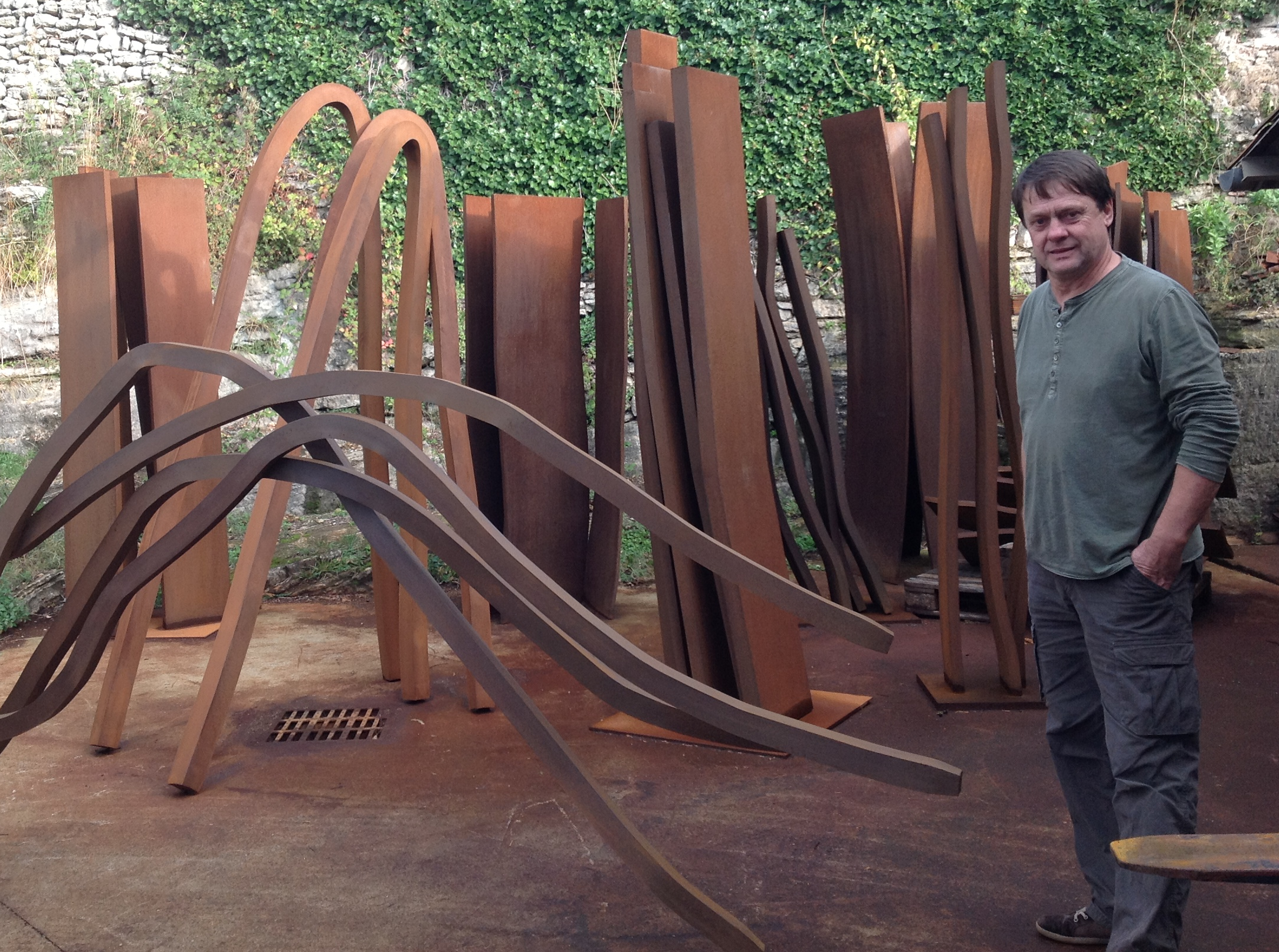
Etienne Viard, l'atelier, 2017
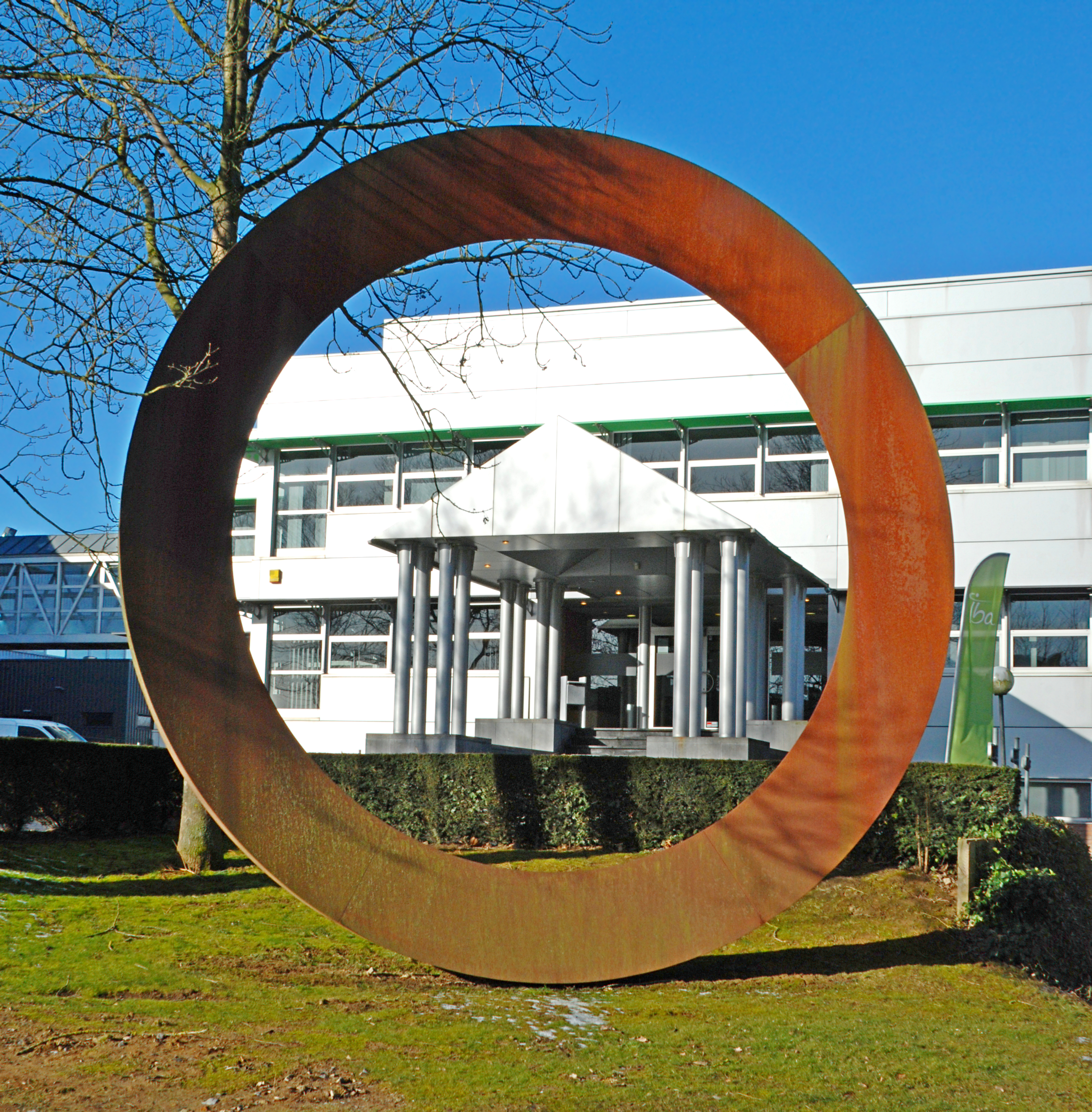
Mauro Staccioli - Anneau, Louvain-la-Neuve
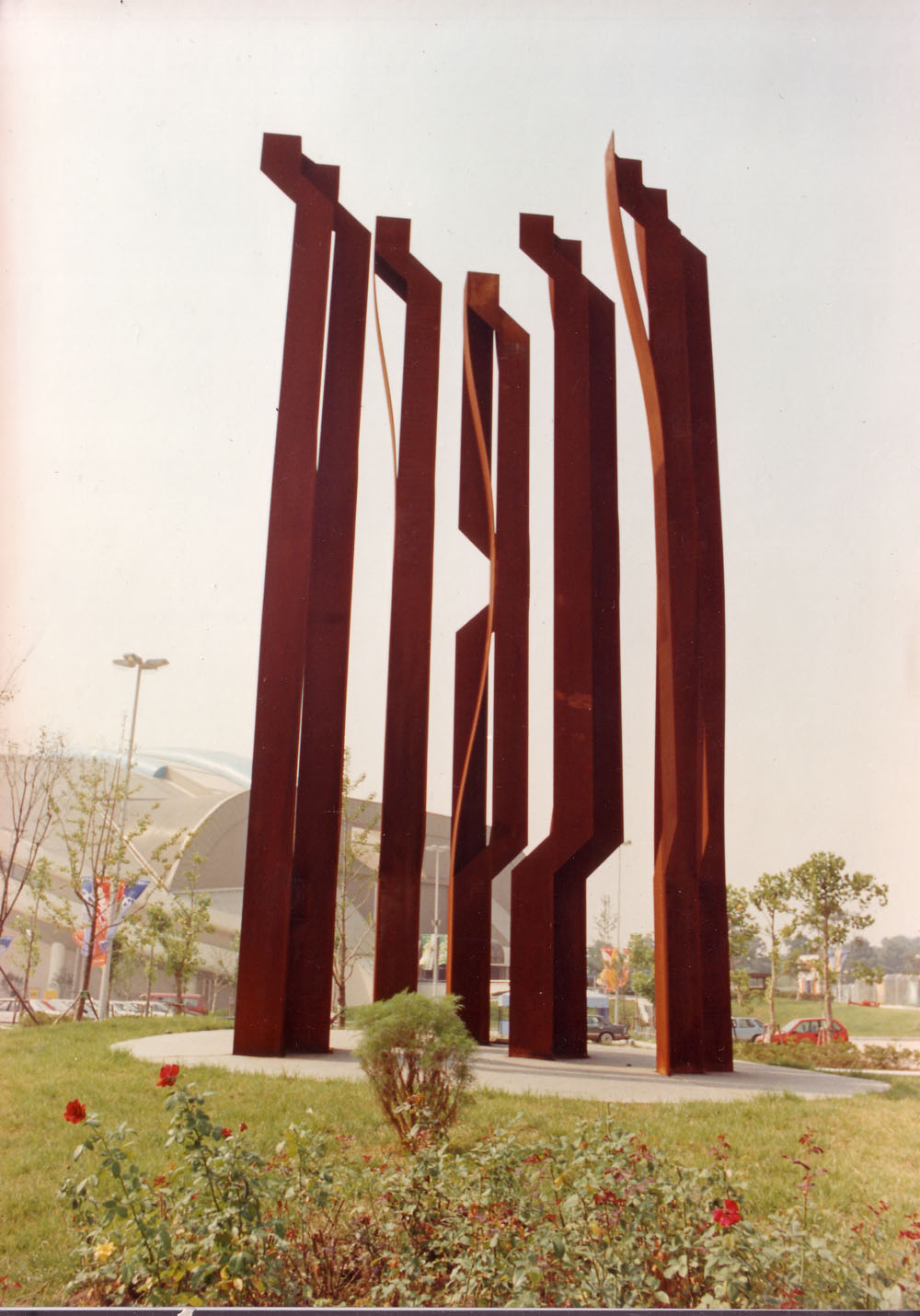
Jorge Dubon, Bridge Of Eternity, Séoul, 1988
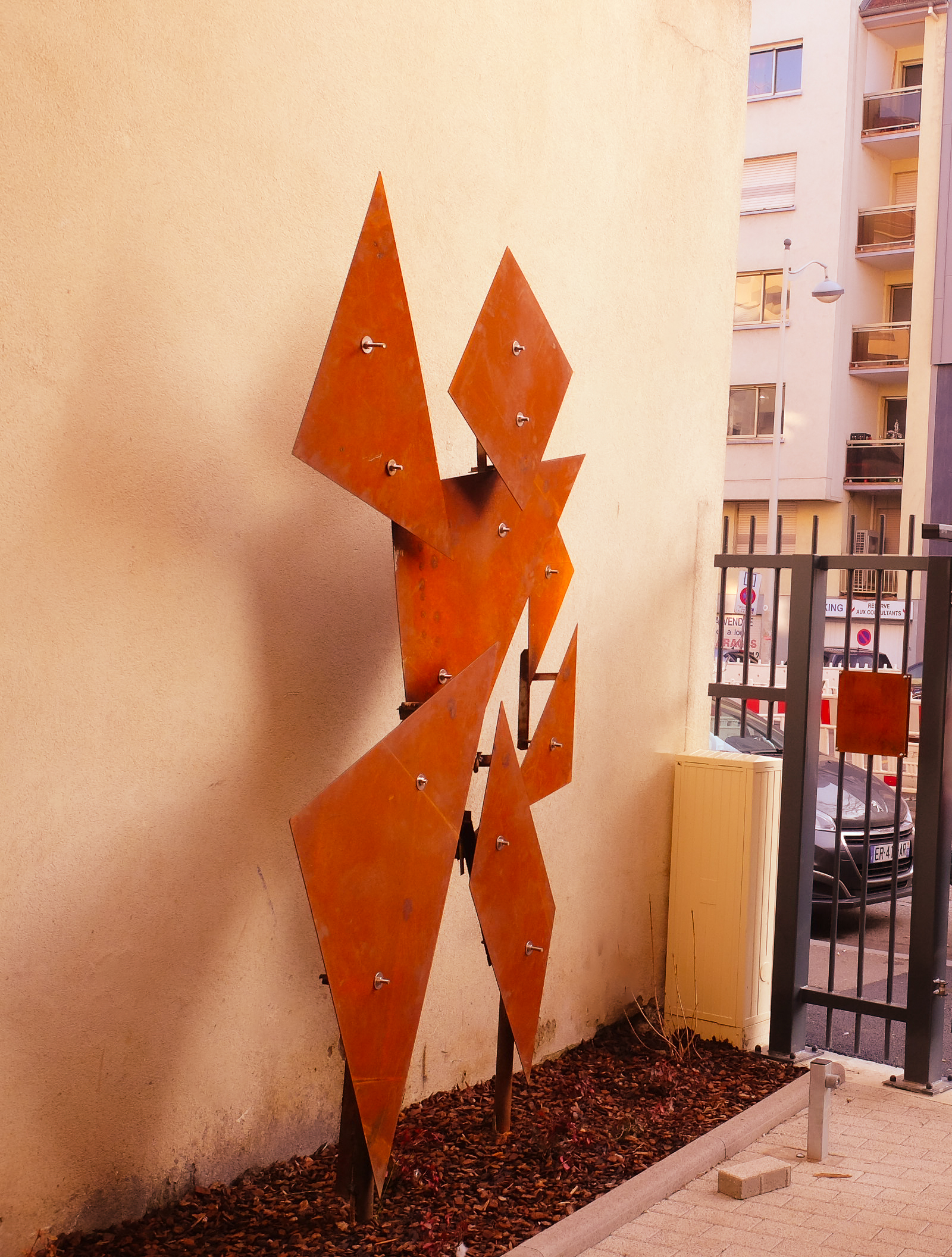
Daniel Depoutot, Sculpture, Strasbourg 2018
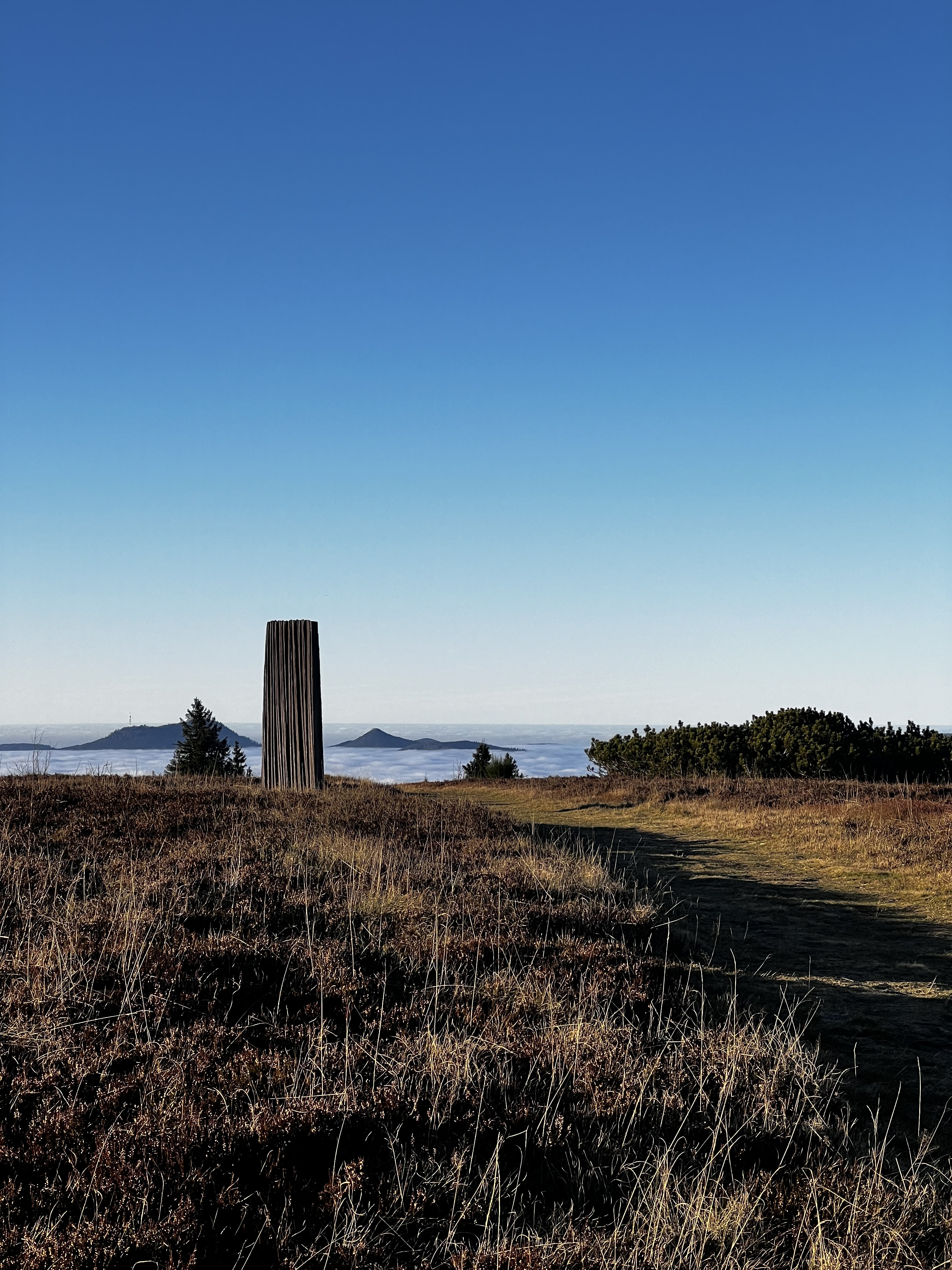
Daniel Pontoreau, Le champ du feu, 1992

## Photographie
À partir de 1959, la démarche de Bernd et Hilla Becher, qui explorent de manière sérielle le patrimoine industriel rouillé, a mis en lumière l'esthétique de l'usure et a incité, dans les années 1970, de nombreux artistes et architectes à repenser leur approche de la matérialité et du vieillissement des structures.
Au tournant du XXIième siècle, les photographes du Rust Art ont évolué vers un usage plus approfondi des micro-textures de la rouille pour leurs créations en utilisant les ressources de la peinture numérique. Les oeuvres du photographe canadien Jean-Pierre Tremblay, sont un exemple représentatif de cette évolution du Rust Art vers l'abstraction en photographie.
Depuis les années 2010, un nombre croissant de photographes se réclament du Rust Art.

## Gravure et impression
La technique d'impression de rouille sur tissu ("stampa a ruggine" it) est ancienne, et est documentée typiquement dans la région italienne de Romagne : sur des matrices gravés en bois de poirier, on applique une pâte colorante d’origine minérale, obtenue par une réaction chimique avec l’oxyde de fer, mélangé ensuite avec de la farine et du vinaigre. Après l’impression, réalisée par martelage à l’aide d’un maillet, le tissu est laissé à sécher, généralement au soleil.
Certains artistes contemporains ré-investissent ces techniques d'impression avec de la rouille pour leur apparence éphémères et fantomatique. Les artistes justifient leur démarche par un travail sur la mémoire et sur les questions de distinction entre le surnaturel et le naturel. Les œuvres d'art contemporain de Maeve Coulter, Steve Beverage, Esther Solendz ou Fabienne Stadnicka,,  sont représentative de cette technique.

## Artistes représentatifs du Rust Art contemporain
- Eduardo Chillida : sculpteur espagnol, Chillida a souvent travaillé avec des matériaux comme le fer et l’acier, qui, lorsqu’ils sont exposés aux éléments, développent une patine de rouille, contribuant à la profondeur et au caractère de ses œuvres. Pour Chillida, la rouille n'est pas simplement un effet de surface, mais un élément essentiel qui symbolise la transformation, la résistance et l'interaction avec les éléments naturels[24]. Le processus de corrosion est vu par Chillida comme une métaphore du passage du temps[7];
- Daniel Depoutot : Cet artiste français a illustré dans "le magasin des fétiches" le role du métal oxydé dans la création contemporaine.

- Philippe Desloubières : Artiste français, Desloubières utilise le métal rouillé dans ses sculptures pour créer des œuvres qui jouent avec la lumière et l’espace, mettant en valeur les contrastes entre le poids des matériaux et la légèreté des formes ;
- Mark Dion : Cet artiste instalationniste utilise souvent des objets trouvés, y compris des éléments rouillés, pour explorer les thèmes de l'archéologie, de la nature, et de la culture. Son travail invite à réfléchir sur le passage du temps et la dégradation des matériaux;
- Leonardo Drew : Cet artiste américain utilise souvent des matériaux naturels et recyclés, y compris des métaux rouillés, pour créer des sculptures et des installations qui explorent les thèmes de la dégradation, de la mémoire et du temps ;
- Jorge Dubon : Ce sculpteur franco-mexicain est connu pour ses œuvres en acier qui rouillent naturellement, explorant ainsi la patine du temps;
- Lei Hong : Cet artiste chinois intègre la rouille dans ses œuvres pour explorer le passage du temps, la matérialité, et la relation entre l’homme et la nature;
- Les œuvres de Jannis Kounellis, où le fer et les matériaux industriels rouillés cohabitent avec des éléments naturels comme le feu, crée une tension palpable entre la nature et l’artifice, résonnant avec les préoccupations contemporaines autour de l’écologie et de la transformation des énergies ;
- Michele Rizzi : Artiste italien qui intègre la rouille dans ses œuvres pour accentuer le passage du temps et la relation entre l’art, l’homme et la nature;
- Richard Serra : Cet artiste américain est connu pour ses sculptures monumentales en acier corten, qui rouillent naturellement avec le temps, créant une patine riche qui change au fil des années. La rouille fait partie intégrante de l’esthétique et de la signification de ses œuvres;
- Mauro Staccioli : Ce sculpteur italien a utilisé la rouille dans ses sculptures monumentales pour intégrer ses œuvres dans le paysage et exprimer des concepts de transformation et de temporalité;
- Fabienne Stadnicka : Cette artiste française, peintre et sculpteuse, utilise l'usure et les dentelles des vieilles tôles rouillées comme fil conducteur de son travail sur la mémoire de la matière[29];
- Esther Solendz : Plasticienne américaine, travaille sur la mémoire des personnes disparues à partir de l'impression sur rouille[28];
- Jean-Pierre Tremblay : Photographe quebecois représentatif de l'évolution du Rust Art vers l'abstraction[26]
- Ian Turnock : Cet artiste britannique travaille avec des matériaux industriels comme le métal, souvent en les laissant rouiller pour créer des effets visuels qui évoquent la nature et les cycles de croissance et de décomposition;
- Bernar Venet : Ce sculpteur français est célèbre pour ses œuvres en acier corten. La rouille joue un rôle crucial dans l’esthétique de ses sculptures;
- Étienne Viard : Artiste français qui utilise l'acier corten dans ses sculptures, Viard explore les interactions entre la matière, le temps et l’espace, où la rouille devient une partie essentielle de l’œuvre. Ses créations sont aussi des croisées, des chutes, des séquences qui, le plus souvent, tentent de se dresser dans une recherche d’équilibre inaboutie ou fragile[23].

## Expositions notables
- The Matter of Time, Musée Guggenheim, Bilbao, Exposition permanente depuis 2005 : cette installation permanente présente une série de sculptures en acier rouillé qui jouent avec les perceptions spatiales et temporelles. Les œuvres sont emblématiques de l'exploration par Serra de la matérialité et de la transformation des matériaux au fil du temps[10];

- Monumenta 2008, Grand Palais, Paris, 2008 : œuvres monumentales de  Richard Serra en acier corten. L'exposition mettait en valeur l'interaction entre l'œuvre, l'espace, et les spectateurs, invitant ces derniers à se déplacer autour et à travers les structures massives, tout en appréciant la matérialité brute du métal oxydé[30];
- Jannis Kounellis au Musée d'Art Moderne de la Ville de Paris, 2016:  Le catalogue de l'exposition comprend des essais et des analyses sur l'utilisation des matériaux industriels et naturels rouillés par Kounellis, représentant de l'Arte Povera;
- MaschinenTheater, 2001  Städtische Museum Heilbronn & Kunstmuseum Kloster Unser Lieben Frauen, Magdebourg : oeuvres de Daniel Depoutot;
- Rust and Dust, Godinymayin Yijard Rivers Arts and Culture Centre, Katherine, Australie, 2019: une exposition de Anna Spencer ou certaines peintures sur métal rouillé sont typique du Rust Art des années 2010[31].

Des œuvres de Bernar Venet et d'Eduardo Chillida sont exposées dans le jardin de sculpture du musée de Grenoble, 

Des œuvres de Philippe Desloubières sont, entre autres, installées dans les villes d'Issy-les-Moulineaux, Saint-Ouen-sur-Seine et Séoul. 

« L'acier. Bien que de fabrication industrielle, aucun autre matériau n'a pour moi ce caractère vivant, cette sensuelle densité. J'aime ce paradoxe. »

— Philippe Desloubières, Sculpteur, atelier 23

## Nuances de couleur utilisées en Rust Art
Suivant les agents de corrosion, différents oxydes sont produits, offrant aux artistes du Rust Art une vaste palette de couleur, de l'ocre au vert en passant par le noir.
| Formule chimique de l'oxyde de fer        | Couleur             | Agent de corrosion utilisé                                              |
| ----------------------------------------- | ------------------- | ----------------------------------------------------------------------- |
| FeO (oxyde ferreux)                       | Noir-gris           | Atmosphère pauvre en oxygène (milieu réducteur)                         |
| Fe₂O₃ (hématite)                          | Rouge profond       | Exposition prolongée à l'air sec ou à l'humidité minimale               |
| Fe₃O₄ (magnétite)                         | Noir intense        | Milieu réducteur partiellement oxydant (pH neutre à légèrement basique) |
| γ-Fe₂O₃ (oxyde maghémite)                 | Rouge-brun          | Humidité élevée avec traces de sel (ex. NaCl)                           |
| FeOOH (goethite)                          | Jaune-brun          | Exposition à une solution aqueuse contenant CO₂                         |
| β-FeOOH (akaganéite)                      | Orange-brun         | Milieu chloruré (solutions contenant Cl⁻, par ex. NaCl)                 |
| δ-FeOOH (lepidocrocite)                   | Rouge-orangé        | Atmosphère humide avec oxydation progressive                            |
| Fe₃(CO₃)₆·H₂O (carbonate ferreux hydraté) | Vert clair (patine) | Immersion dans de l’eau légèrement basique contenant du CO₂             |

## Concepts
Le Rust Art se caractérise par la difficulté qu'il existe à définir son corpus fondateur. On compte peu de textes théoriques le concernant, et souvent des artistes centraux dans cette pratique ne revendiquent pas explicitement leur appartenance à ce mouvement, qui est plus défini comme tel, a posteriori, par les critiques d'art contemporains. On peut se référer aux analyses de Nicholas Forrest, Robert Pincus-Witten (en), Friedhelm Mennekes (de), Germano Celant , Jean-Philippe Guichon et Pierre Restany. Chacun à son époque a identifié un courant artistique utilisant la rouille comme matériau, et analysé le rôle de la de la corrosion dans la création artistique.

## Héritage et évolution
Ce mouvement a redéfini la perception de l'usure, la transformant d'un signe de dégradation en une expression artistique à part entière. 

« On peut s'interroger sur les raisons de l'importance de la rouille dans l'art contemporain. Deux facteurs nous paraissent déterminants : L'objet apparait tout d'abord comme doté d'une mémoire, riche de tout un passé, porteur d'une somme d'expèrience. Usé, déformé, bancal, il porte comme la marque et la cicatrice du geste des hommes et des civilisations antèrieures. Il résume à lui seul un passé et cristalise un savoir-faire. L'usure et l'ensemble des déformation qu'il subit en font dans un second temps un objet "nouveau", totalement singulier. Doté d'une haute individualité, donc propre à étonner. »

— Florence De Meredieu, Histoire matérielle et immatérielle de l'Art Moderne p220
À travers cette esthétique unique, le Rust Art a su trouver sa place dans l'art contemporain en célébrant la beauté des matériaux vieillissants et en proposant une nouvelle lecture de l'interaction entre l'homme, la nature et le temps.

« Cette esthétique du fragment commandé par la rouille (...) vient de très loin. C'est là que se dit sans doute la singularité de cet art qui rejoue sans cesse sa disparition et qui nourrit la nostalgie de cette époque ou il n'était qu'esquisse, espérance et inachèvement. Ou plutot espérance parce qu'inachevement d'une sérénité retrouvée du geste »

— Jean-Philippe Guichon, A quoi rève la tole rouillée?

## Influence sur l'architecture et le design
Le Rust Art a influencé une réflexion profonde en architecture sur la manière dont les bâtiments interagissent avec leur environnement au fil des années. Dans certains projets projets architecturaux (Herzog, Theaster Gates), la rouille est utilisée comme un outil pour évoquer des sentiments de nostalgie, de passage du temps, et d'authenticité.
L'école de design scandinave a également utilisé la texture rouillée de l'acier corten pour une integration entre sculpture monumentale et mobilier urbain du quotidien. Les œuvres Rust Art spectaculaires imaginées par l’architecte norvégien Reiulf Ramstad pour différents aménagements en extérieur en sont un exemple,. Depuis les années 2010, des aménagements extèrieurs en métal rouillé se démocratisent, grâce à la technique de la découpe laser sur tôle, permettant la production massive d'objet décoratifs à bas prix à partir de plaque d'acier auto-patinable.
Au Japon, Yuma Kano, artiste et designer basé à Kanagawa, créé des collections de meubles  «Rust Harvest» en utilisant des techniques de transfert de la rouille sur acrylique, avec une esthétique proche du travail des photographes numériques des années 2010, tout en s'inspirant de l'approche japonaise artistique Wabi-Sabi.